# كونستانس (قضاء)

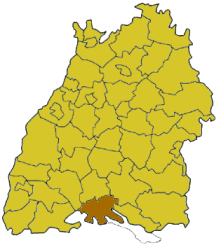
موقع مقاطعة كونستانس في بادن-فورتمبيرغ

'قضاء كونستانس' الريفي (بالألمانية: Landkreis Konstanz)‏ هو قضاء في ولايةبادن-فورتمبيرغ، ألمانيا. يبلغ عدد سكانه 275.120 (إحصائيات 31 ديسمبر 2007). ينتمي إلى إقليم الراين الأعلى - بحيرة الأرض في محافظة فرايبورغ. يحده من الشمال قضاء توتلينغن، وإلى الشمال الشرقي قضاء زيغمارينغن وإلى الغرب الكانتون السويسري (كانتون) وإلى الشرق قضاء بحيرة الأرض وإلى الشمال الغربي قضاء الغابة السوداء - بار.